# Chat Noir (Oslo)
Pour les articles homonymes, voir Chat noir.
Chat Noir est un cabaret norvégien situé à Oslo, créé en 1912 par la chanteuse Bokken Lasson.

## Histoire
Chat Noir est créé en 1912 par la chanteuse Bokken Lasson, et plus tard, son mari, l'écrivain Vilhelm Dybwad, s'inspire du nom du cabaret parisien Le Chat noir. Lors d'une visite à Paris au début des années 1890, Bokken Lasson trouve l'inspiration de sa vie et connait les cabarets littéraires de l'époque et les artistes interprètes ou exécutants comme Yvette Guilbert. 
Chat Noir ouvre le 1er mars 1912 dans le bâtiment de Tivoli, qui est géré par Lasson Bokken de 1912 à 1917. Le théâtre est gravement endommagé par un incendie en 1963, mais après réhabilitation, il rouvre en 1964. Depuis 1996, Chat Noir est encore un théâtre privé, et le nouveau manager est Tom Sterri.

### Guerres mondiales
Victor Bernau dirige le théâtre de 1920 à 1928, et c'est au cours de cette période que le Chat Noir acquiert sa réputation de théâtre de revue moderne. Johan Henrik Wiers-Jenssen prend la direction du théâtre à partir de 1926, avec Bernau comme directeur artistique les premières années.
Pendant l'occupation de la Norvège par l'Allemagne nazie au cours de la Seconde Guerre mondiale, les théâtres privés, dont le Chat Noir, continuent à jouer, mais les morceaux sont soumis à la censure. Au début de la grève des théâtres, le 21 mai 1941, alors que six acteurs du Nationaltheatret avaient été licenciés par les autorités nazies, le directeur Wiers-Jenssen annule rapidement une première peu avant l'entrée du public,,.

### Après-guerre
Jens Book-Jenssen est directeur entre 1947 et 1950. Ernst Diesen est directeur de 1950 à 1953[10]. En 1954, le Chat Noir fait faillite à la suite d'allégations de fraude fiscale. Entre 1954 et 1959, Book-Jenssen est directeur. Entre 1959 et 1963, le Chat Noir est engagé par Egil Monn-Iversen. Le théâtre est gravement endommagé par un incendie en 1963, mais après avoir été réhabilité, il rouvre ses portes en 1964, sous la direction d'Einar Schanke. À partir de 1971, le Chat Noir est loué par la municipalité d'Oslo, et la scène est utilisée pour des revues, des comédies musicales et d'autres représentations théâtrales. Dans les années 1980, le Chat Noir accueille des revues de Dag Frøland et de Dizzie Tunes. À partir de 1996, le Chat Noir redevient un théâtre privé, dont le nouveau directeur est Tom Sterri. 

## Galerie

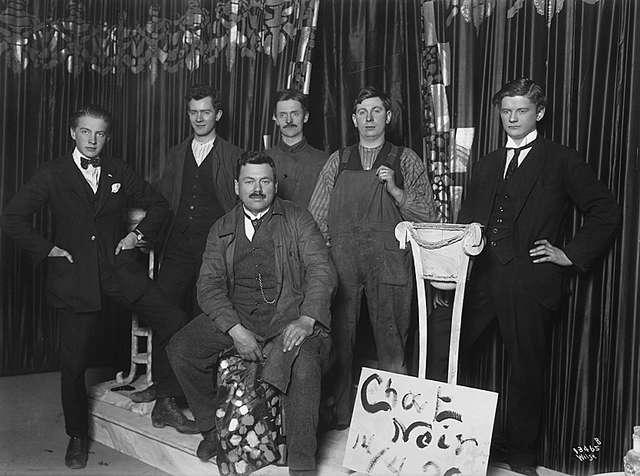
Groupe d'acteurs au Chat Noir en 1920. Photographie de Anders Beer Wilse.
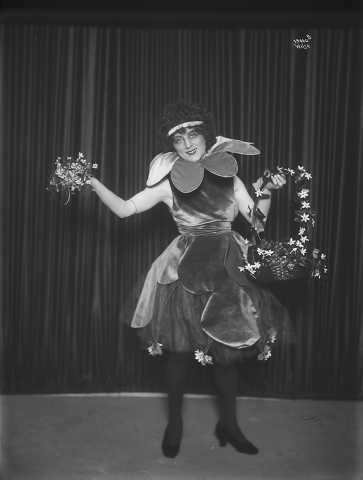
Lalla Carlsen au Chat Noir en 1920. Photographie de Anders Beer Wilse.